# Дабо, Абдулайе
Абдулайе Дабо (фр. Abdoulaye Dabo; 4 марта 2001 года, Нант, Франция) — французский футболист гвинейского происхождения, полузащитник клуба «Олимпиакос».

## Карьера
Родители Дабо перебрались во Францию из Гвинеи. Абдулайе родился в Нанте и всю молодёжную карьеру провёл в родном городе. 4 октября 2017 года в возрасте 16 лет подписал свой первый профессиональный контракт с французским клубом «Нант». С сезона 2018/2019 приступил к тренировкам в основной команде клуба. 11 августа 2018 года Дабо дебютировал в Лиге 1 в поединке против «Монако», выйдя на поле в стартовом составе и будучи заменённым на 72-й минуте Эмилиано Сала.
Является игроком юношеских сборных Франции.